# فلات موساشینو

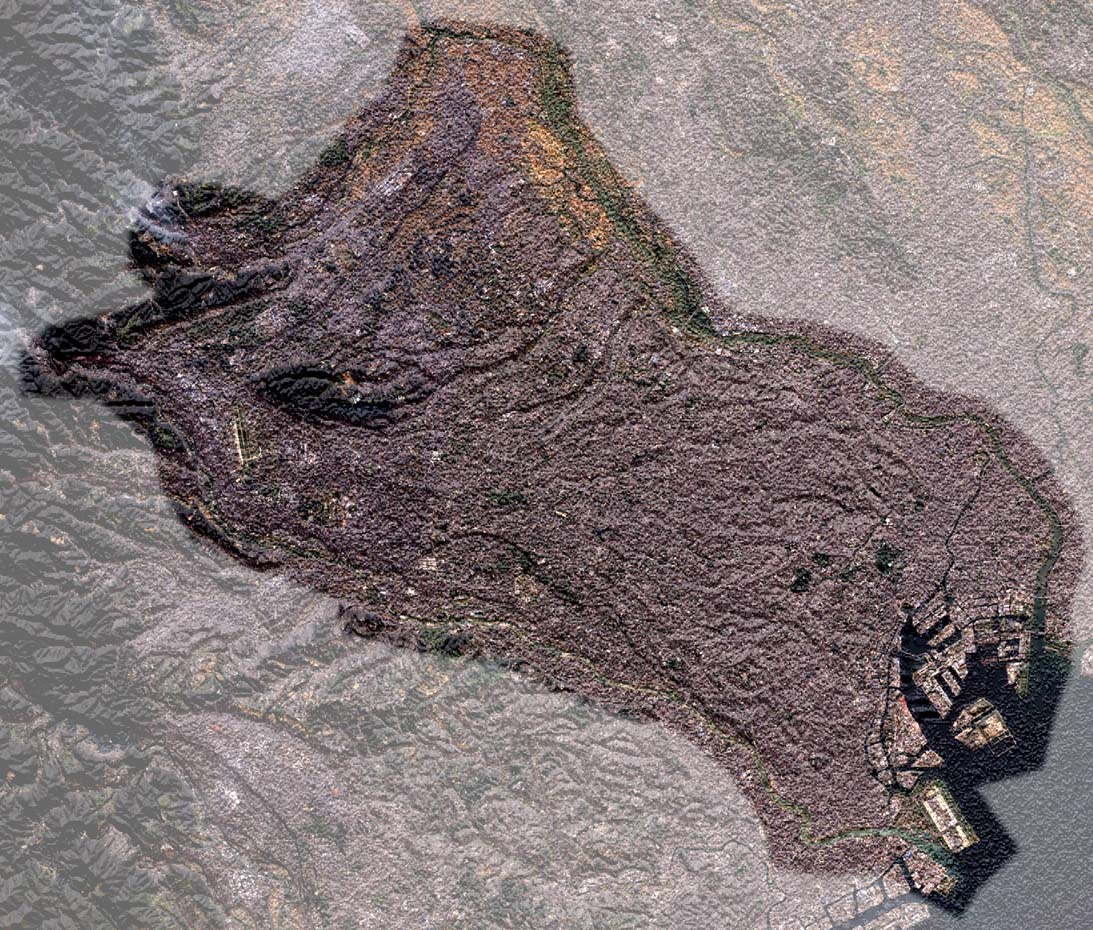
فلات موساشینو رود آراگاوا در قسمت شمال و رود تاما در جنوب آن قرار گرفته‌است.

فلات موساشینو (به ژاپنی: 武蔵野台地 musashino daichi) این فلات در کشور ژاپن واقع شده‌است. فلات موساشینو در غرب دشت کانتو مابین رود تاما و رود آراگاوا محصور شده‌است.

## مناطق واقع در فلات موساشینو
- ناحیه‌های غربی مناطق ویژه توکیو
- منطقه تاما (تامای شمالی)
- یک قسمت از منطقه تامای غربی
- قسمت‌های جنوبی سایتاما، (شهر توکوروزاوا)، (شهر سایاما) و (شهر کاواگوئه)

## نگارخانه

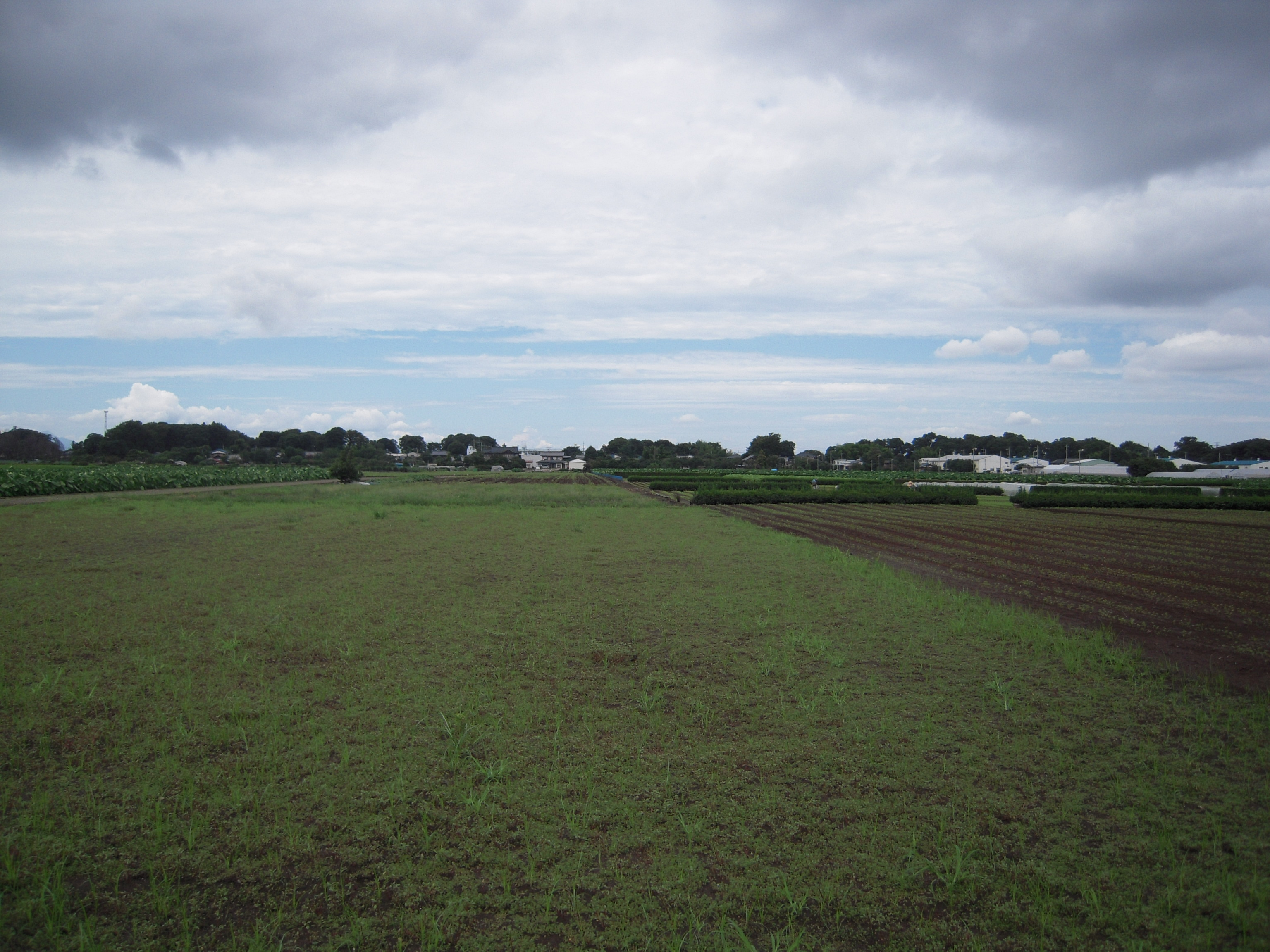
قسمتی از فلات موساشینو در شهر توکوروزاوا در استان سایتاما